# Kee Bird
Kee Bird var navnet på et B-29 Superfortress fra den amerikanske hærs luftvåben (USAAF), som under den Kolde Krig på en hemmelig mission over Nordpolen udgået fra Ladd Field-lufthavnen i Fairbanks, Alaska, mod Rusland, med 11 besætningsmedlemmer om bord, den 21. februar 1947 måtte nødlande på isen 300 km nord for Thule Air Base, i et område kaldet Daugaard-Jensens Land i det nordvestlige Grønland.
Efter nødlandingen kunne besætningen efter 3 døgn evakueres uskadt og flyet blev forladt stående på landingsstellet i den øde arktiske tundra.
Flyet var oprindeligt bygget 1945 som bombefly, men efter 2. verdenskrig ombygget til rekognosceringsfly.

## Mislykket bjergningsaktion
I 1994 iværksatte den kendte amerikanske testflyver Darryl Greenamyer en privat finansieret bjergningsaktion for at reparere og returnere det forholdsvis intakte fly til Thule og videre til USA. Til transport af reservedele og en lille Bulldozer benyttedes en de Havilland Canada DHC-4 Caribou fra 1962.
Arbejdet med udskiftningen af de fire motorer, propeller, nye rorflader og dæk foregik hastigt henover sommeren 1994, men efter de første prøvekørsler af motorerne blev mekanikeren Rick Kriege alvorligt syg. Uheldet kom ikke alene, for transportflyets ene motor gik i stykker, og da han endeligt kunne sendes på et hospital i Canada, havde han lidt så meget af indre blødninger, at han døde 2 uger efter.
Greenamyer besluttede at stoppe aktionen for 1994 og afvente næste forår, for at udnytte muligheden for at lette fra en ryddet isbane på den frosne sø, i stedet for som først planlagt på stranden, som ikke syntes speciel bæredygtig. Med nye mekanikere foretoges yderligere reparationer af bl.a. oliespild i en motor og de sidste tjek, inden flyet den 21. maj 1995 med 4 snurrende propeller af Greenamyer kørtes ud mod enden af isbanen.
Desværre opstod en brændstoflækage ved en el-generator bagerst i flyskroget og antændte en brand, som ledte kraftig sort røg op i cockpittet, der måtte evakueres. Eftersom brandslukningsmateriellet befandt sig bagerst i flyet, stod det ikke til at redde og udbrændte totalt.
Satellitfotos taget 2013 og 2014 af NASA viser det udbrændte fly endnu liggende i isen.